# Catechismo di Baltimora
Il Catechismo di Baltimora, abbreviazione del titolo Catechismo della dottrina cristiana. Preparato e prescritto per ordine del terzo concilio plenario di Baltimora, è stato il catechismo della Chiesa cattolica nordamericana, utilizzato come testo principale di riferimento per l'educazione dei fanciulli nelle scuole cattoliche e nelle chiese dal 1885 agli anni Sessanta. Nello stesso periodo vi furono svariate richieste di revisione altri catechismi in uso presso la Chiesa cattolica statunitense.
Fu pubblicato per la prima volta nel 1885, a seguito del Terzo Concilio Plenario di Baltimora, conclusosi l'anno precedente.
Fu tradotto per la prima volta in italiano nel 1886 a cura della Società delle Pubblicazioni Cattoliche di New York.
Derivato dalla Dottrina cristiana breve (o Piccolo catechismo) di san Roberto Bellarmino del 1614, nel 2004 fu sostituito dallo United States Catholic Catechism for Adults (Catechismo della Chiesa cattolica statunitense per gli adulti), basato sulla revisione riveduta e universale del Catechismo della Chiesa cattolica.
Mentre il testo approvato non doveva subire modifiche all'interno delle diverse edizioni, gli editori potevano applicare il diritto d'autore e commercializzare il libro, personalizzandolo con mappe, glossari o definizioni. In ossequio ai diritti dell'edizione del vescovo John Lancaster Spalding, varie edizioni includono annotazioni e altre modifiche.

## Storia
Nel corso del XIX secolo, negli Stati Uniti avevano avuto luogo molteplici tentativi per redigere un libro di testo sulla dottrina cristiana che fosse uniformemente condiviso e potesse essere utilizzato come riferimento da tutti i cattolici. Nel 1829 i vescovi riuniti nel primo concilio provinciale di Baltimora decretarono che si dovesse redigere "un catechismo più adatto alle circostanze di questa Provincia; esso presenterà la dottrina cristiana come è illustrata nel catechismo del cardinale Bellarmino del 1597 e, una volta approvato dalla Santa Sede, sarà pubblicato ad uso comune dei cattolici" (Decr. xxxiii). La raccomandazione di usare il testo del Bellarmino fu voluta dalla Congregazione de Propaganda Fide. La prima traduzione del Piccolo catechismo in inglese era stata pubblicata a Boston nel 1853.
Il desiderio dei vescovi non ebbe seguito e i primi due concili plenari di Baltimora (tenutisi nel 1852 e nel 1866) rinnovarono e fecero proprio il decreto del 1829. Complessivamente, tra il 1829 e il 1884 si tennero a Baltimora tredici concili della Chiesa statunitense, uno dei numeri più alti al mondo per la Chiesa cattolica dell'epoca.
Nel terzo concilio plenario del 1884 molti vescovi optarono per un'edizione riveduta del catechismo pubblicato dall'arcivescovo irlandese Butler nel 1775, ma la questione fu infine rimessa nelle mani di un comitato di sei vescovi. Nel 1885 fu dato alle stampe la collana editoriale intitolata A Catechism of Christian Doctrine, Prepared and Enjoined by Order of the Third Council of Baltimore, che l'anno seguente fu tradotta in italiano col titolo di Catechismo della dottrina cristiana. Preparato e prescritto per ordine del terzo concilio plenario di Baltimora.
Il concilio aveva espresso il desiderio di un catechismo «perfetto sotto ogni aspetto» (Acta et Decr., p. 219). Quasi tutti i vescovi statunitensi diedero il loro imprimatur ufficiale al nuovo catechismo e molte scuole lo hanno adottarono come libro di testo, sebbene non mancarono nemmeno notevoli critiche. Nel 1895, a soli dieci anni dalla pubblicazione, gli arcivescovi americani iniziarono un processo di revisione, che tuttavia fu abbandonato per mancanza di consenso. Tra il 1885 e il 1941 più di cento altri manuali di catechismo della Chiesa cattolica furono pubblicati in America con un imprimatur ufficiale, ma nessuno di essi eguagliò la diffusione del "Catechismo di Baltimora".
Presto sotto questo nome uscirono in stampa diverse edizioni corredate da note esplicative e talora anche da una diversa allocazione dei contenuti. Il Catechismo di Baltimora divenne il testo standard per l'educazione cattolica negli Stati Uniti per le successive quattro generazioni.

## Volumi originali
L'editio princeps fu redatta da padre Januarius de Concilio durante il terzo dei concili provinciali e fu pubblicata nel 1885. Questa edizione del catechismo conteneva 421 domande. Per ragioni sconosciute, il vescovo John Lancaster Spalding eliminò ran parte di queste e pubblicò un'edizione riveduta con 208 domande, identificando questo secondo catechismo più breve con la dizione "numero 1". Le domande mantenneroil numeo dell'edizione originale, quindi non risultando in progressione; ad esempio,  Q1, Q2, Q3, Q6, Q9.
Nel settembre 1885 Spalkding registrò a proprio nome una versione protetta da diritto d'autore e comunemente nota col nome di Baltimore Catechism Number 1. Poiché l'edizione originale era più ampia, pubblico ed editore iniziarono a chiamarla Baltimore Catechism Number 2.

## Edizioni rivedute
Nel XX secolo i vescovi statunitensi decisero di avviare un processo di revisione del Catechismo di Baltimora col proposito di rendere delle (scarse) critiche rivolte all'edizione originale. La nuova edizione vide il contributi di centinaia di teologi, studiosi e docenti. Se la prima edizione edizione fu redatta in appena dieci giorni da un unico autore, il processo di revisione richies einvece anni di tempo. Mentre padre de Concilio presentò un testo per gli studenti delle scuole, la nuova edizione si concretizzò in una serie di volumi rivolti ad età e gradi di istruzione diversificati.
Il comitato di vescovi della Confraternita per la Dottrina Cristiana, associazione fondata a Roma nel 1562 per l'educazione religiosa, nominò padre Francis J. Connell, professore di teologia morale presso Università Cattolica d'America, come caporedatore e responsabile della revisione teologica della serie editoriali pubblicate negli anni Quaranta.
I contenuti sono i seguenti:
- Volume 1. Le 33 lezioni del Catechismo di Baltimora n. 1 presentano i fondamenti della fede cattolica in un modo adatto ai comunicandi del primo anno fino agli alunni di quinta elementare.
- Volume 2. Le 37 lezioni del Catechismo di Baltimora n. 2 presentano i fondamenti della fede cattolica in un modo adatto agli alunni dalla sesta alla nona elementare e ai cresimandi.
- Volume 3. Le 37 lezioni del Catechismo di Baltimora n. 3 sono destinate agli studenti che hanno ricevuto la Cresima e/o agli studenti delle scuole superiori. Include ulteriori domande, definizioni, esempi che si basano sul contenuto dell'originale Catechismo di Baltimora (n. 2).
- Volume 4. Intitolato  An Explanation of the Baltimore Catechism (Una spiegazione del Catechismo di Baltimora), può essere utilizzato come opera di riferimento o come manuale a uso degli insegnanti. Viene spesso utilizzato come un libro di testo di livello avanzato. Le risposte fornite a molti interrogativi poco noti sulla fede cattolica sono pensate per andare incontro alle esigenze dei lettori più attenti.[11]